# Vila Cova de Carros
Vila Cova de Carros ist ein Ort und eine ehemalige Gemeinde (Freguesia) im portugiesischen Kreis Paredes. Die Gemeinde hatte 663 Einwohner (Stand 30. Juni 2011).
Am 29. September 2013 wurden die Gemeinden Vila Cova de Carros, Madalena, Besteiros, Gondalães, Bitarães, Mouriz und Castelões de Cepeda zur neuen Gemeinde Paredes zusammengeschlossen.